# Hårsbäcksdalen
Hårsbäcksdalen este o arie protejată (arie specială de conservare — SAC, sit de importanță comunitară — SCI) din Suedia întinsă pe o suprafață de 22,1 ha, integral pe uscat.

## Localizare
Centrul sitului Hårsbäcksdalen este situat la coordonatele 59°52′10″N 16°54′47″E / 59.8695°N 16.9131°E.

## Înființare
Situl Hårsbäcksdalen a fost declarat sit de importanță comunitară în decembrie 1995 pentru a proteja 1 specie de animale. Situl a fost protejat și ca arie specială de conservare în martie 2011.

## Biodiversitate
Situată în ecoregiunea boreală, aria protejată conține 2 habitate naturale: Taiga vestică, Cursuri de apă de la nivel de câmpie la nivel montan, cu vegetație Ranunculion fluitantis și Callitricho-Batrachion.
La baza desemnării sitului se află o specie protejată de  pești: zglăvoacă (Cottus gobio).